# Zaqqumboom

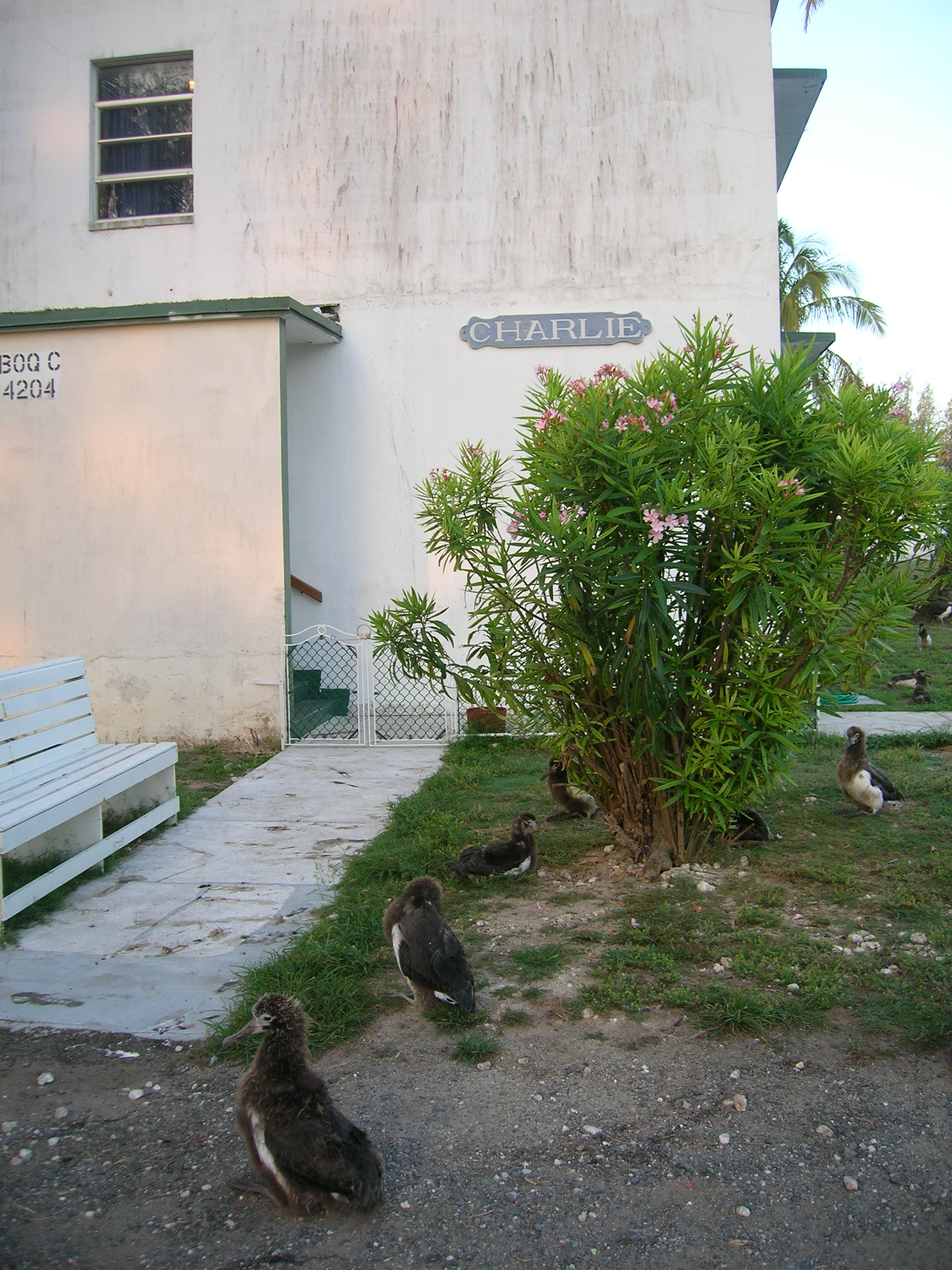
Een Nerium oleander op het atol Midway

De Zaqqumboom (Arabisch: زقوم) is een boom die volgens de Koran in Jehannam, de islamitische hel groeit. Volgens verschillende tradities gaat het hier om de oleander (Nerium oleander), alhoewel ook de Balanites aegyptiaca wordt genoemd. De vruchten van deze boom, die op duivelshoofden lijken, zijn tezamen met wondpus de enige maaltijden die voor de verdoemden op het menu staan.
In de vertaling van J.H. Kramers luidt de relevante passage van Soera 44 als volgt:
- 43 De boom van de Zakkūm,
- 44 Is de voeding van de zondige;
- 45 Als gesmolten metaal kookt het in de buiken,
- 46 Zoals kookt het hellekooksel
- 47 Grijpt hem aan en sleurt hem middenin het Hellevuur. -
- 48 En stort het daarna over zijn hoofd de pijniging van het hellkooksel. -
- 49 Smaakt het! Gij zijt de geweldige, de eerwaardige[3]
- 50 Dit is het nu, waaraan gij twijfel hadt. - [4]